# 奧摩尼亞體育會
奧摩尼亞體育會（Athletic Club Omonoia Nicosia）(希臘語：Αθλητικός Σύλλογος Oμόνοιας Λευκωσίας, ΑΣΟΛ; Athlitikos Sillogos Omonoias Lefkosias, ASOL; Omonia is Greek for "amity") 是一家位於塞浦路斯首都尼科西亚的職業足球會，球會的名稱「Omonoia」於希臘語意為「團結」的意思。截至2010年，該隊已贏得21次塞浦路斯甲組足球聯賽冠軍、12次塞浦路斯盃、14次塞浦路斯超級盃，當中亦曾 5 度成為「雙冠王」（1972年、1974年、1981年、1982年、1983年），因此奧摩尼亞被認為是塞浦路斯國內其中一支最成功球會，塞浦路斯足球協會更宣稱他們為「二十世紀之球隊」（Team of the 20th Century）。奧摩尼亞更是唯一一隊連續四屆贏得塞浦路斯盃錦標（1980年–1983年）。
奧摩尼亞於1948年成立，並於1953年加入塞浦路斯足球協會。由於球隊是一家體育會，因而奧摩尼亞同時設有籃球、排球、室內足球及單車部。

## 球隊榮譽

### 足球部
塞浦路斯足球協會
- 塞浦路斯甲組足球聯賽: 21

1960–61, 1965–66, 1971–72, 1973–74, 1974–75, 1975–76, 1976–77, 1977–78, 1978–79, 1980–81, 1981–82, 1982–83, 1983–84, 1984–85, 1986–87, 1988–89, 1992–93, 2000–01, 2002–03, 2009–10, 2020–21
- 塞浦路斯盃: 16

1964–65, 1971–72, 1973–74, 1979–80, 1980–81, 1981–82, 1982–83, 1987–88, 1990–91, 1993–94, 1999–2000, 2004–05, 2010–11, 2011–12, 2021–22, 2022–23
- 塞浦路斯超級盃: 17

1966, 1979, 1980, 1981, 1982, 1983, 1987, 1988, 1989, 1991, 1994, 2001, 2003, 2005, 2010, 2012, 2021
塞浦路斯業餘足球聯盟
- 聯賽: 4

1949, 1950, 1951, 1952
- 盃賽: 5

1949, 1950, 1951, 1952, 1953

### 排球部
- 盃賽：
  - 冠軍（3）: 1999、2006、2009

## 參看
1. ↑  .   [2015-11-11]. （原始内容存档于19 October 2015）.

## 外部連結
- 官方網站 （页面存档备份，存于）
- 奧摩尼亞新聞網站 （页面存档备份，存于）
- Gate9官方網站
- Kifines fan page （页面存档备份，存于）
- national-football-teams （页面存档备份，存于）
- Players of A. C. Omonia Nicosia on Wikimedia Commons